# Триполи (район)
Триполи (араб. قضاء طرابلس‎) — один из 25 районов Ливана, входит в состав провинции Северный Ливан.
Административный центр района — город Триполи.

## География
Район расположен в северо-западной части Ливана и занимает площадь 27 км². На юге граничит с районами Згарта и Кура, на северо-востоке — с районом Аккар, на западе омывается водами Средиземного моря.

## Муниципалитеты
Административно район разделён на 3 муниципалитета.